# Madars Razma
Madars Razma (Priekule, 1988. szeptember 26. –) lett dartsjátékos. 2009-től 2017-ig a British Darts Organisation, majd 2017-től a Professional Darts Corporation tagja. Beceneve "Razmatazz".

## Pályafutása
Razma eredetileg 21 éves koráig kézilabdázott, de sorozatosan lesérült, így később abba is hagyta, hogy inkább darts karrierjére tudjon koncentrálni.

### BDO
Razma 2013-ban bejutott a World Masters-en legjobb 32 közé, ahol 3–0-ra kikapott Geert De Vostól. A 2014-es BDO Dartsvilágbajnokságra is kvalifikálta magát, miután a balti és skandináv kvalifikációs ranglisták élén végzett.  Megnyerte a 2013-as Riga Open-t és a Finnish Open-t, bejutott a Tallukka Open és a Lithuania Open elődöntőjébe, valamint a German Gold Cup és a Polish Open negyeddöntőjébe is. Emellett megnyerte a 2013-as Antwerp Open-t páros versenyt Ron Meulenkamp társaként. A 2014-es világbajnokságon legyőzte John Michaelt, és bejutott a legjobb 32 közé, ahol vereséget szenvedett Geert De Vostól.
A 2016-os BDO-dartsvilágbajnokságon Razma az első körben 3–1-re verte Gary Robsont, majd a második körben 4–1-re kikapott Jamie Hughestól.

### PDC
2017-ben debütált a PDC által szervezett Q-School-on, hogy megpróbáljon Tour Card-ot szerezni. A második versenynapon a legjobb nyolc közé jutásával végül Razma a tizenkettedik helyen végzett a Q-School Order of Merit ranglistáján, amellyel megszerezte az utolsó Tour Card-ot, és ezzel ő lett az első lett játékos, aki elindulhatott a PDC versenyein.
Razma első PDC-döntőjét a 2018-as Players Championship 19. állomásán játszhatta, ahol 6–3-ra kikapott Max Hopptól. Eredményeivel kvalifikálta magát első PDC nagytornájára, a 2018-as Players Championship Finals-re.
Miután nem sikerült kvalifikálnia magát a világbajnokságra, 2019 januárjában az európai Q-School-ban sikerült visszaszereznie Tour Card-ját. A harmadik napon elért döntőbe jutással Razma a Q-School Order of Merit ranglistán az első helyet szerezte meg, ami meghozta neki a kártyát.
A 2022-es év Razma pályafutásában mérföldkőnek számított, mivel debütált a World Matchplay-en, a World Grand Prix-n és az Európa-bajnokságon is. A World Grand Prix-n a negyeddöntőig jutott, amivel először jutott be a legjobb nyolc közé PDC nagytornán. Ebben az évben először került a világranglista legjobb 32 játékosa közé.

## Játékstílusa
Razma leginkább arról ismert, hogy a szokásos tripla 20-as helyett inkább a tripla 19-esre szokott gyakrabban dobni.

## Világbajnoki szereplései

### BDO
- 2014: Első kör (vereség  Geert De Vos ellen 1–3)
- 2015: Második forduló (vereség  Brian Dawson ellen 3–4)
- 2016: Második forduló (vereség  Jamie Hughes ellen 1–4)

### PDC
- 2020: Első kör (vereség  Harry Ward ellen 2–3)
- 2021: Második forduló (vereség  Gary Anderson 1–3)
- 2022: Első kör (vereség  Steve Lennon ellen 1–3)
- 2023: Második forduló (vereség  Gary Anderson 1–3)
- 2024: Harmadik kör (vereség  Michael Smith ellen 1–4)
- 2025: Harmadik kör (vereség  Stephen Bunting ellen 1–4)

## Tornagyőzelmei
| - Baltic Cup Open: 2014 - Finnish Open: 2013 - Latvia National Championships: 2010, 2012, 2014, 2015, 2016 - Latvia Open: 2016 - Lithuania Open: 2014 - Riga Open: 2013 - Scottish Classic: 2015 - Top Of Waregem: 2016 | - PDCNB Iceland: 2018 (x2), 2021 (x2) - PDCNB Denmark: 2019, 2022 - PDCNB Finland: 2019 - PDCNB Latvia: 2019 - PDCNB Sweden: 2019 - SDC Sweden: 2016 |

## Fordítás
Ez a szócikk részben vagy egészben  a   Madars Razma című angol Wikipédia-szócikk ezen változatának fordításán alapul.  Az eredeti cikk szerkesztőit annak laptörténete sorolja fel. Ez a jelzés csupán a megfogalmazás eredetét és a szerzői jogokat jelzi, nem szolgál a cikkben szereplő információk forrásmegjelöléseként.